# Галицијска Совјетска Социјалистичка Република
Галицијска Совјетска Социјалистичка Република била је краткотрајна совјетска република која је постојала од 8. јула до 21. септембра 1920. године. Настала је доласком трупа руске Црвене армије током Пољско-совјетског рата. Постојала је исувише кратко да би се на њој стабилизовала било каква централна власт, а њено постојање није признала ниједна држава.

## Историјат
Након распада Аустроугарске монархије у новембру 1918. године, западно Подоље било је прикључено Западноукрајинској Народној Републици. Ова територија је убрзо дошла под власт Пољске 1919. године. Анексија ове територије потврђена је споразумом између Пољске и Украјинске Народне Републике у априлу 1920. године. Подоље су током 1920. накратко заузели Совјети и том је приликом била формирана Галицијска ССР.
Државом је управљао Галицијски револуционарни комитет (Галревком), привремена влада под контролом Совјетске Русије. Седиште владе било је у граду Тернопољу (источна Галиција), а њен председник био је Владимир Затонски. Влада је основала сопствену Црвену армију, успоставила административну структуру, едукациони систем и валуту. Званични језици у земљи били су украјински, пољски и Јидиш.
Галревком није констрлисао најважнији део источне Галиције, град Лавов с нафтним пољима. Повлачењем Совјета, Галицијска ССР је престала да постоји. Ришки мировни споразум 1921. године потврдио је прелазак целе Галиције под власт Пољске.